# Louis Royer (Maler)

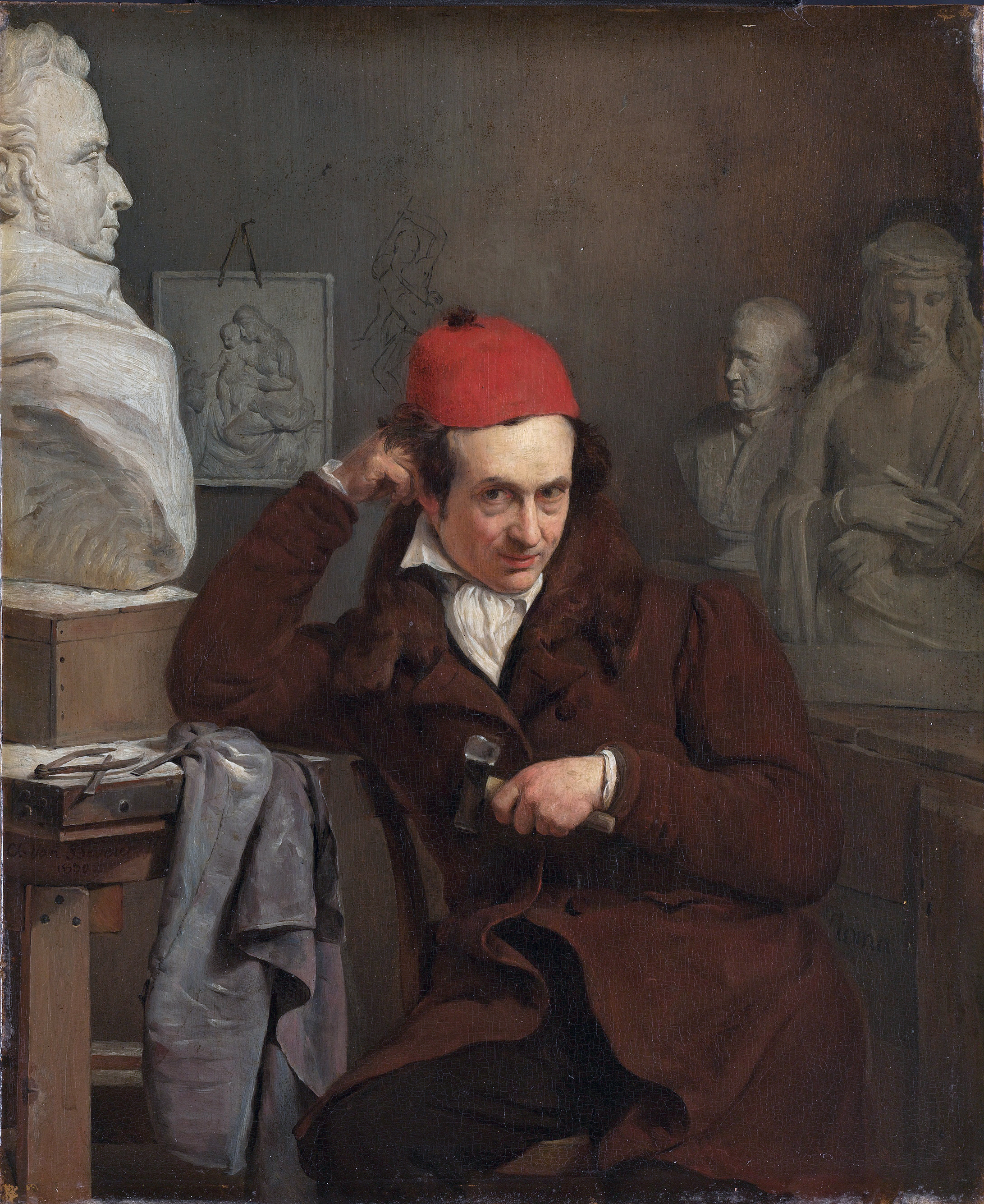
Porträt des Bildhauers Louis Royer von Charles van Beveren, 1830, Rijksmuseum Amsterdam.

Louis Royer (* 1. August 1793 in Mechelen, Österreichische Niederlande; † 5. Juni 1868) war ein belgisch-niederländischer Maler und Bildhauer.

## Leben
Royer war ein Sohn des Geometers Johan Royer und dessen Ehefrau Barbara Lemaître. Seinen ersten künstlerischen Unterricht erhielt Royer an der Kunstakademie seiner Heimatstadt. Dort war er zwischen 1810 und 1818 Schüler von Jean-François van Geel.
Im Frühjahr 1819 ging er zusammen mit seinem Freund und Kollegen Jean-Baptiste Debay nach Paris und wurde dort für kurze Zeit an der dortigen École des beaux-arts Schüler von Alexandre Cabanel.  Am 20. Oktober 1823 reiste über Lyon, Genf, Lausanne, Fribourg, Bern, Luzern, Como, Mailand, Bologna und Florenz nach Rom. Dort fand er bald Anschluss im Künstlerkreis um den Bildhauer Bertel Thorvaldsen.
Im April 1826 kehrte Royer in seine Heimat zurück. Er ließ sich in Den Haag nieder und gründete ein großes Atelier. Am 15. Juni 1831 heiratete er dort Carolina Frederica Kerst. 1829 wurde er zum Ritter des belgischen Ordre du lion ernannt. Er war Mitglied der Königlich Niederländischen und der Königlichen Akademie der Wissenschaften und Schönen Künste von Belgien.
Louis Royer starb acht Wochen vor seinem 75. Geburtstag am 5. Juni 1858 in Mechelen und fand dort auch seine letzte Ruhestätte.

## Werke (Auswahl)
als Maler
- Hébe.
- Allegorie „vie & mort“.
- Nuits des romains.

als Bildhauer
- Rembrandt-Denkmal am Rembrandtplein, Amsterdam
- Vondel-Denkmal im Vondelpark, Amsterdam
- Gaius Civilis-Denkmal, Den Haag
- Michiel-de-Ruyter-Denkmal, Vlissingen
- Michiel-Coxcie-Denkmal, Mechelen
- Laurens-Janszoon-Coster-Denkmal, Grote Markt, Harlem